# Fado

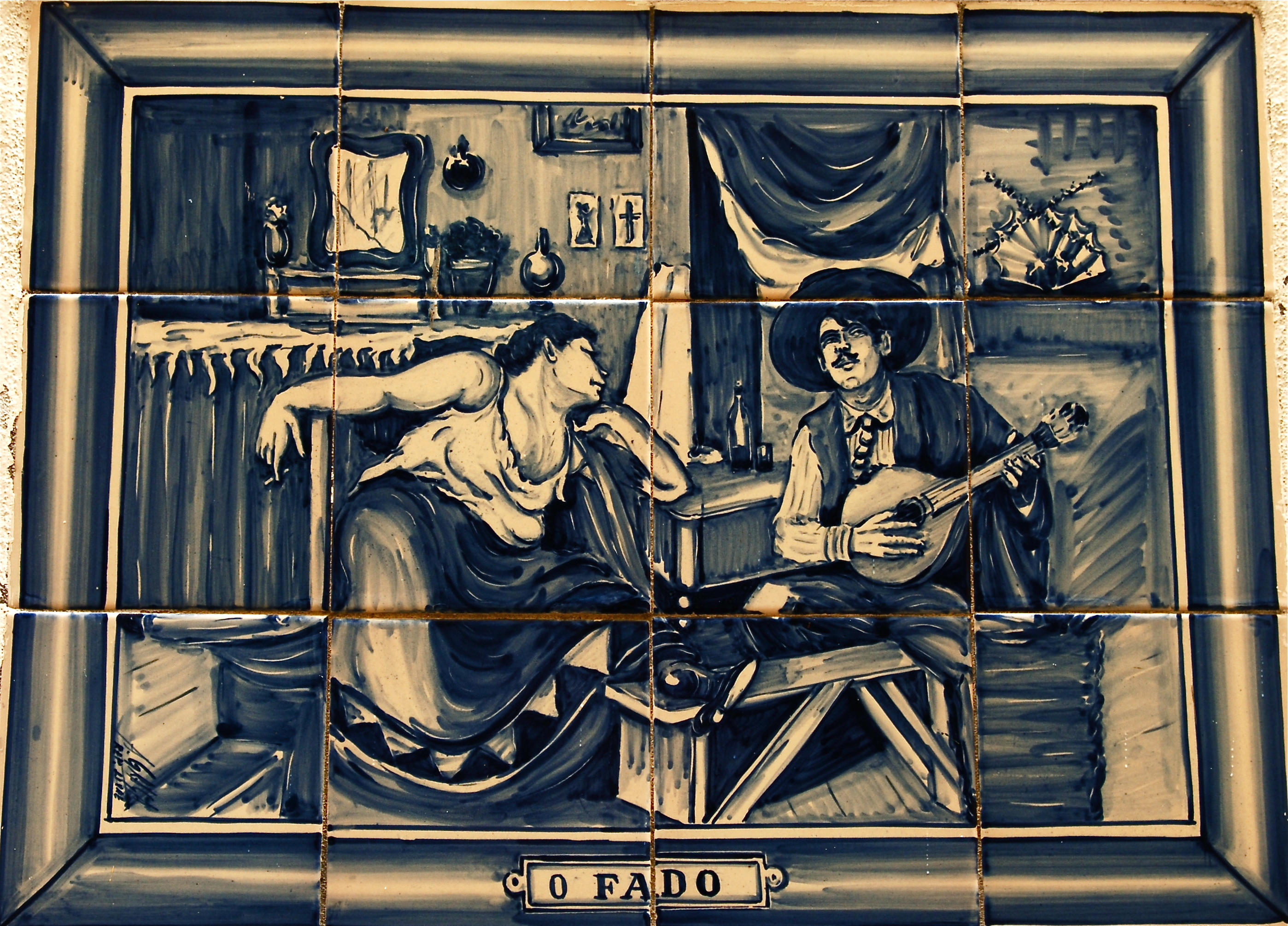
O Fado (azulejo)

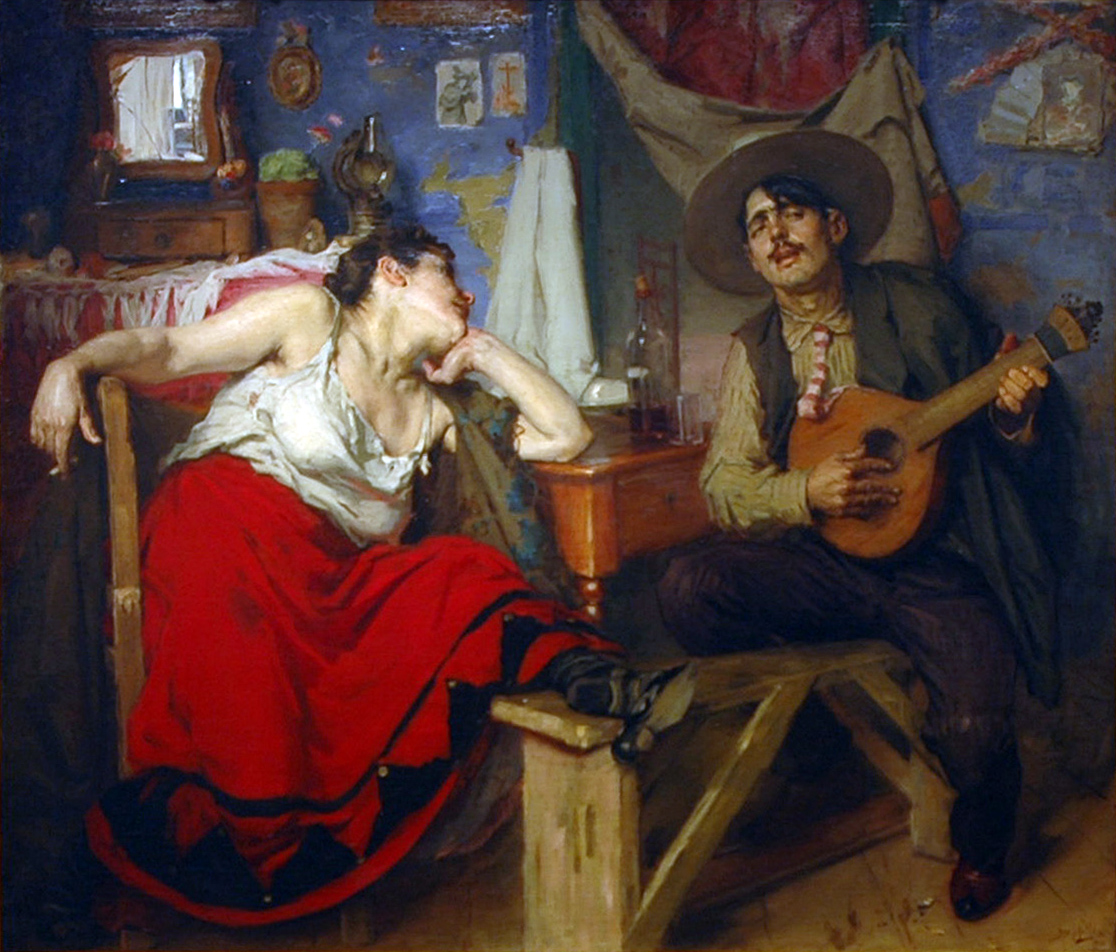
O Fado (José Malhoa)

Fado je portugalský hudební styl, jehož vznik spadá do 19. století. Tématem písní fado jsou nešťastná láska, sociální nerovnost, těžká práce rybářů a dělníků, melancholie a víra v lepší budoucnost.

## Charakteristika stylu

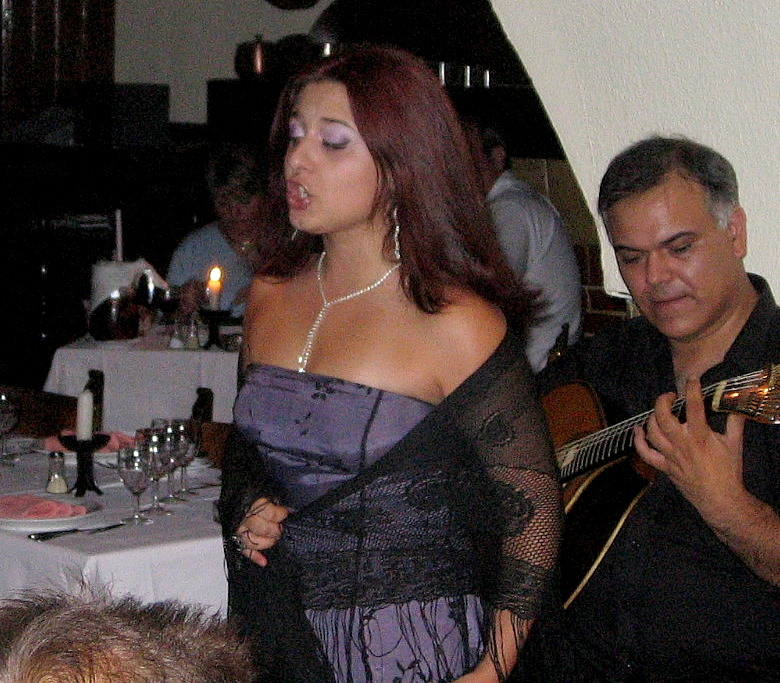
Debora Rodrigues, Lisabon

„Portugalsko zpívá, když má chuť plakat“ – tak by bylo možno charakterizovat fado, zpěv s kytarovým doprovodem, který ztělesňuje dlouhou tradici portugalské lidové hudby a poezie. Fado je silně melancholický, emocionálně zbarvený styl, připomínající blues, především ale hudební baladové formy afrobrazilského původu jako fofa, modinha a lundum. Ve fadu se odráží, čemu se portugalsky říká saudade – tedy jakási melancholie, stav osudnosti a stesku, kombinovaný s fatalismem.

## Historie
Fado (česky „osud“, „úděl“) vzniklo až ve 20. letech 19. století v chudých čtvrtích Lisabonu, tematicky však navazuje na slavnou minulost Portugalska, vyjadřuje touhu po nenávratných dobách, kdy Portugalcům patřila velká část světa, kdy z ústí řeky Tejo vyplouvaly celé tucty lodí na objevitelské cesty. Melancholie zašlé slávy je pro Portugalsko typická dodnes. V očích Portugalců je stále ještě možno postřehnout jiskru hrdosti na jejich národ, který v minulosti tolik dokázal, ale také stín smutku nad tím, co nelze vrátit zpět. Dalšími náměty fada jsou nešťastná láska, sociální nespravedlnost, moře – a osud všeobecně.
Dnes je u fada třeba rozlišovat mezi dvěma směry: spontánní a původní tzv. fado vadio, zpívané v portugalských městech (především v Lisabonu), a profesionální fado, uváděné na koncertech, v televizi a podobně.

## Interpreti fada
Ke známým (profesionálním) interpretům fada patří Carlos Paredes, Amália Rodrigues, Dulce Pontes, skupina Madredeus, Fernando Machado Soares, Ana Moura, Mariza a Teresa Salgueiro – a zejména proslulá zpěvačka 19. století, Maria Severa. Z českých interpretů byla fadem zřetelně ovlivněná Zuzana Navarová.